# Правый желудочек
Пра́вый желу́дочек (лат. ventriculus dexter) — одна из четырёх камер сердца человека, в которой начинается малый круг кровообращения. Венозная кровь поступает в правый желудочек из правого предсердия через трёхстворчатый клапан в момент диастолы и закачивается в лёгочный ствол через лёгочный клапан в момент систолы.

## Строение желудочка
Правый желудочек передней и задней межжелудочковыми бороздами на поверхности сердца отграничен от левого желудочка; венечная борозда (лат. sulcus coronarius) отделяет его от правого предсердия. Наружный (правый) край правого желудочка заострён и носит название правого края (лат. margo dexter). Правый желудочек имеет форму неправильной трёхгранной пирамиды, основание которой направлено вверх в сторону правого предсердия, вершина — вниз и влево. Передняя стенка правого желудочка выпуклая, задняя — уплощена. Левая, внутренняя, стенка правого желудочка является межжелудочковой перегородкой (лат. septum interventriculare); она вогнута со стороны левого желудочка, то есть выпукла в сторону правого желудочка. На поперечном разрезе на уровне верхушки сердца полость правого желудочка представляет вытянутую в переднезаднем направлении щель, а на границе верхней и средней трети — форму треугольника, основанием которого является вдающаяся в полость правого желудочка перегородка между желудочками.